# Chemoinformatika
Chemoinformatika (v USA cheminformatics) spojuje vědecký výzkum v oboru chemie a výpočetní techniky. Sdružuje informační metody pro analýzu chemických dat. Skládá se z výpočetní a počítačové chemie. Termín chemoinformatika byl poprvé definován F.K. Brownem v roce 1998. Chemoinformatika může také být aplikována na analýzu dat v různých průmyslových odvětvích. Tyto in silico techniky využívají zejména farmaceutické společnosti v procesu objevování léků.